# 毛球莸
毛球莸（学名：Caryopteris trichosphaera）为唇形科莸属下的一个种。

## 扩展阅读
- 維基物種上的相關：毛球莸